# Pauk-Klasse
Das Projekt 1241.2 „Molnija-2“ (russisch: „Молния-2“), von der NATO als Pauk-Klasse bezeichnet, ist eine Schiffsklasse kleiner U-Jagd-Korvetten, die in der Sowjetunion entwickelt wurde. Die Schiffe wurden neben dem Einsatz in der sowjetischen- und russischen Marine an mehrere befreundete Staaten exportiert.
In Russland werden sie als Kleine Anti-U-Boot-Schiffe (russisch МПК Малые противолодочные корабли) bzw. Grenzpatrouillenschiff (russisch ПСКР Пограничные сторожевые корабли) klassifiziert.

## Geschichte
Die Schiffe des Projekts 1241.2 wurden gleichzeitig mit Projekt 1241.1 (NATO: Tarantul-Klasse) entwickelt und besitzen den gleichen Rumpf. Einige Quellen sprechen davon, dass der Auftrag zur Entwicklung dieser Klasse von den Grenztruppen der UdSSR erteilt wurde, die ein modernes Patrouillenboot benötigten. Dementsprechend wurden 16 Schiffe als „Kleine Anti-U-Boot-Schiffe“ klassifiziert und teilweise exportiert, während 21 Schiffe als Grenzpatrouillenschiffe an die Grenztruppen geliefert wurden. Drei davon wurden später an die Ukraine abgegeben.

## Antrieb
Im Gegensatz zu Projekt 1241.1 wurden zwei Dieselmotoren vom Typ M-517 bzw. M-507 mit je 10.000 PS eingebaut, welche zwei Schrauben antreiben. Die Reichweite beträgt damit 2000 Seemeilen bei 20 kn bzw. bis zu 3000 sm mit einer Geschwindigkeit von 12 kn. Die Seeausdauer beträgt zehn Tage.

## Bewaffnung
Die Bewaffnung besteht aus:
- vier einzelnen 400-mm-Torpedorohren
- einem 76-mm-Geschütz AK-176 im Bug
- einem sechsläufigen 30-mm-Luftabwehrgeschütz AK-630 auf dem hinteren Oberdeck
- 16 Luftabwehrraketen 9K38M Igla-M
- 2 Wasserbombenwerfern RBU-1200
- 12 konventionelle Wasserbomben
- vier Täuschkörperwerfern PK-10 oder zwei PK-16

## Elektronik
Es wurden unterschiedliche Radaranlagen verbaut; im Folgenden eine Auflistung der NATO-Bezeichnungen der Geräte:
- Luftraum- und Oberflächenradar „Peel Cone“ bzw. „Positive-E“ im E/F-Band
- Oberflächenradar „Kivach“, „Pechora“, „Spin Trough“ oder „SRN 207“ im I-Band
- Feuerleitradar „Bass Tilt“ im H/I-Band

Ein rumpfmontiertes Sonar MGK-345 „Bronza“ (russisch für „Bronze“) und ein Hochfrequenz-Schleppsonar sind vorhanden.

## Pauk-II-Klasse
Für den Export wurden modifizierte Schiffe gebaut, welche die NATO-Bezeichnung „Pauk II“ erhielten. Die russische Bezeichnung ist „Projekt 1241PE“. Die auffälligste Änderung ist der Einbau von zwei doppelten Torpedorohren anstelle der vier einzelnen. Einige Schiffe wurden weiter verändert. Beispielsweise besitzt das Schiff 321 der kubanischen Marine keine Torpedorohre, aber dafür zwei doppelläufige 25-mm-Geschütze.

## Schiffe im Dienst – Stand 2023

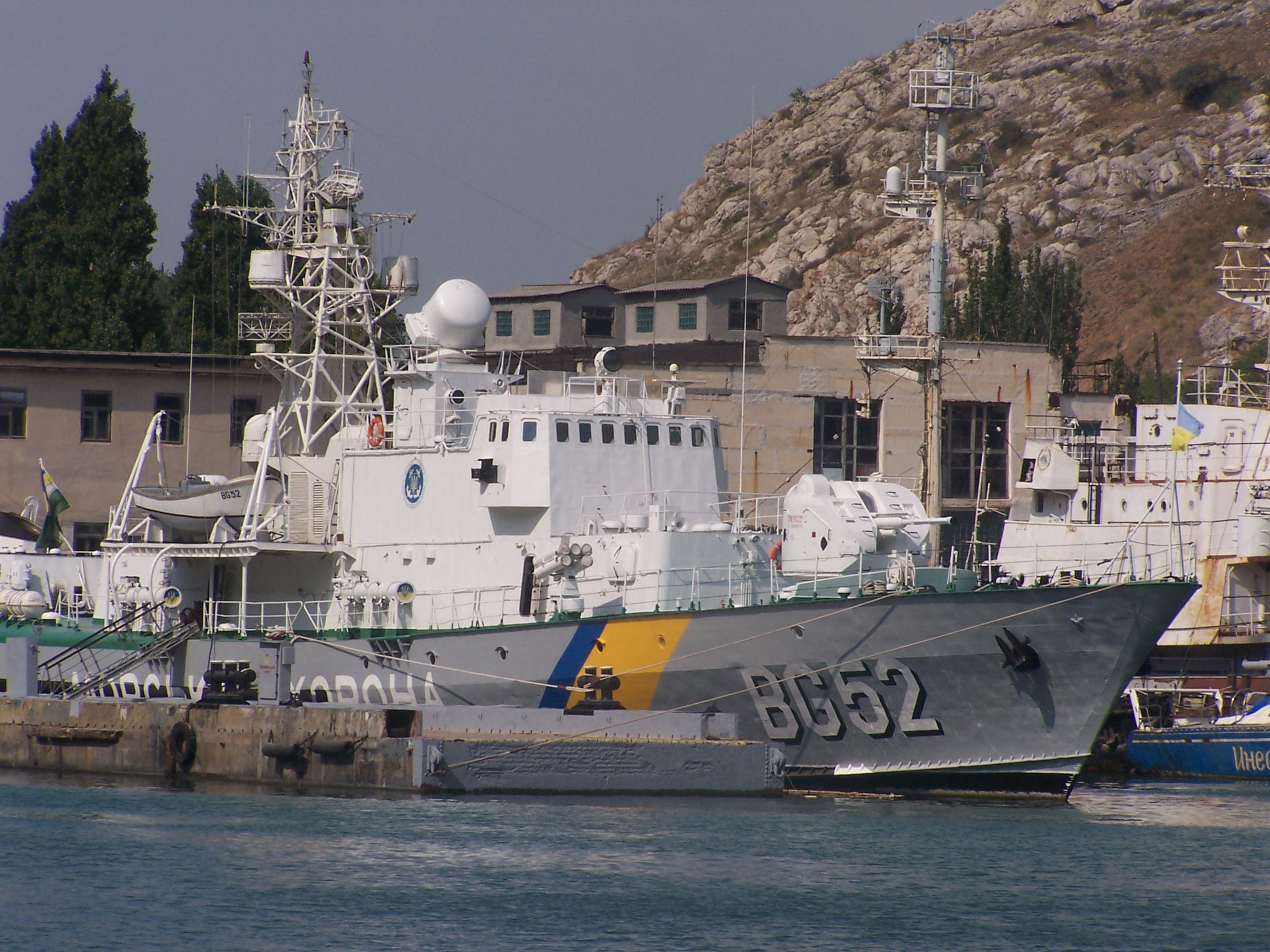
BG 52 Hryhorij Hnatenko der ukrainischen Küstenwache im Hafen von Balaklawa

2023 befanden sich noch 8 Schiffe im Dienst: 
- 1 Pauk I bei der russischen Küstenwache (PSKR-812 Sokol im Pazifik)[2]
- 2 Pauk I in der bulgarischen Marine (Reschitelni(13) und Bodri(14))
- 1 Pauk II in der kubanischen Marine (321)
- 1 Pauk I in der ukrainischen Marine (U208, 2014 von Russland annektiert, wird 2023 verschrottet)[3]
- 2 Pauk I bei den ukrainischen Grenztruppen (BG50, BG52)
- 1 Pauk II in der indischen Marine (P33 Abhay)[4]